# Klingewalde
Klingewalde ist seit seiner Eingemeindung am 1. Januar 1949 ein Görlitzer Stadtteil. Er liegt im Norden zwischen Königshufen und Ludwigsdorf. Durch den Ort zieht sich eine 1½ Kilometer lange Dorfstraße die beidseitig von alten Bäumen bewachsen ist. Klingewalde strahlt bis heute einen ländlichen Charakter aus.

## Geschichte

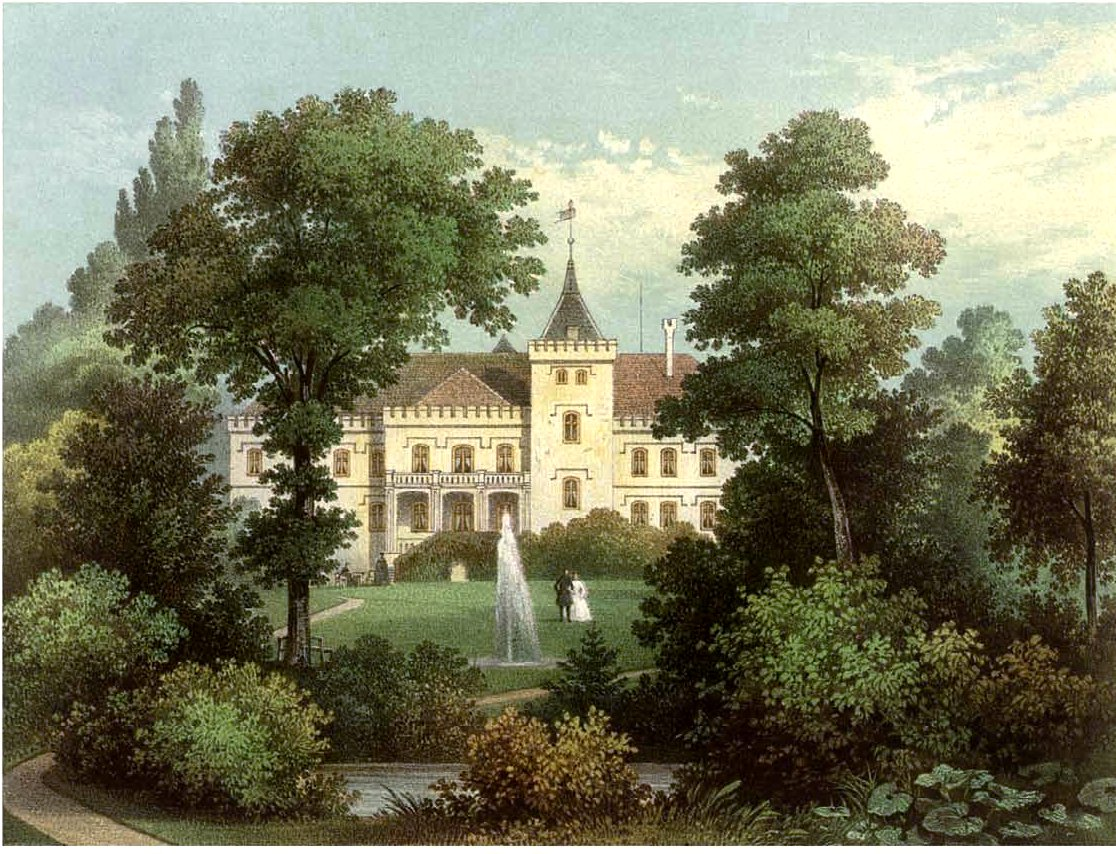
Schloss Klingewalde um 1860, Sammlung Alexander Duncker

Archäologische Funde belegen eine Besiedlung schon in der Jungsteinzeit. Urkundlich wurde der Ort 1468 das erste Mal erwähnt. Damals trug er den Namen In der Clinge, zu mittelhochdeutsch: Im Tal. 1539 entstand eine kleine Siedlung auf Vorwerksland. Ein Vorwerk selbst ist ab 1581 bekannt.
Das Herrenhaus Klingewalde, auch Klingewalder Schloss genannt, fungierte als Rittergut. Südlich davon befand sich eine Bockwindmühle. Sie wurde 1685 erbaut und 1832 von einem Sturm zerstört. Im Jahr 1852 wurde eine neue erbaut, diesmal eine Holländerwindmühle, die 1970 teilweise durch Witterung und Verfall beschädigt wurde. Einige Altbauten sind besonders sehenswert. Es handelt sich dabei um Dreiseitgehöfte mit Fachwerkobergeschoss. An den Napoleonischen Krieg erinnern eine Kanonenkugel und eine Steinplatte mit der Jahreszahl 1813 an einem der Giebel (Klingewalde Nr. 24).
Von 1953 bis 1985 diente das alte Herrenhaus als Pflegeheim. Nach siebenjährigem Leerstand begannen 1992 Sanierungsarbeiten. 1998/99 stellte das Institut für kulturelle Infrastruktur Sachsen Haus und Park fertig. Seitdem wird Haus Klingewalde für den Studiengang Kultur und Management der Hochschule Zittau/Görlitz genutzt und ist Sitz des trinationalen Wissenschaftskollegs Collegium PONTES Görlitz-Zgorzelec-Zhorelec sowie der Internationalen Sommerschule der Künste. Das unter Denkmalschutz stehende Haupthaus mit Deckenbemalungen des 17. Jahrhunderts wurde 1854 neogotisch überformt.
Die ehemalige Ziegelei Klingewalde wurde in der Zeit der DDR von der landwirtschaftlichen Genossenschaft genutzt. Im Norden, auf dem ehemaligen Exerzierplatz, entstand im Jahr 1952 eine Schweinemastanlage. Aus dem VEG Volkseigenen Gut Tierproduktion ging die heutige Gut Tierproduktion Görlitz GmbH hervor.